# Dirk Hartog
Dirk Hartog (Amsterdam, 30 ottobre 1580 – Amsterdam, 11 ottobre 1621) è stato un marinaio ed esploratore olandese del XVII secolo.
La sua spedizione del 1616 è stata la seconda di un gruppo europeo a sbarcare sul suolo australiano, dopo quella di Willem Janszoon del 1605: a testimonianza della sua visita, venne lasciato sul luogo dello sbarco un manufatto, la cosiddetta targa di Hartog.
Il suo nome, oltre che Dirk Hartog, viene anche scritto Dirck Hartog oppure Dierick Hartochsz. Ernest Giles faceva riferimento a lui col nome di Theodoric Hertoge.

## Biografia
Nato in una famiglia di marinai, all'età di 30 anni gli fu affidato il comando della sua prima nave e trascorse molti anni impegnato in iniziative commerciali nel Mar Baltico e nel Mar Mediterraneo.
Successivamente entrò a far parte, nel 1616, della Compagnia Olandese delle Indie Orientali, ricevendo il comando della nave Eendracht, che significa "Concordia", "Unità", facente parte di una flotta in viaggio dai Paesi Bassi alle Indie Orientali Olandesi. Salpata nel gennaio del 1616 in compagnia delle altre navi, Hartog e la sua Eendracht si separarono dal resto della flotta durante un temporale, arrivando indipendentemente al Capo di Buona Speranza (luogo dove poi sarebbe sorta Città del Capo in Sudafrica).
Partendo da lì, Hartog attraversò l'Oceano Indiano in direzione di Batavia (l'attuale Giacarta), utilizzando o forse spinto fuori rotta dai forti venti occidentali denominati Quaranta ruggenti, già segnalati in precedenza dal navigatore olandese Hendrik Brouwer come mezzo per raggiungere velocemente l'isola di Giava. Il 25 ottobre 1616, a circa 26° di latitudine sud, Hartog e il suo equipaggio si imbatterono in modo inatteso in "varie isole, trovate, comunque, disabitate." Sbarcò su un'isola al largo della costa di Shark Bay nell'Australia occidentale, chiamata oggi in suo onore Isola di Dirk Hartog. La sua è stata la seconda spedizione documentata di un europeo a sbarcare sul continente australiano (preceduto solo da Willem Janszoon), ma la prima per quanto riguarda la costa occidentale.

Hartog trascorse tre giorni esaminando la costa e le isole circostanti: ribattezzò la zona Eendrachtsland in onore della sua nave ma il nome non durò a lungo. Quando ripartì, affisse una targa di peltro a un palo, la famosa Targa di Hartog: su di essa era incisa la registrazione della visita fatta sull'isola. L'incisione (tradotta dall'originale in olandese) recitava:
VAN AMSTERDAM, DEN OPPERKOPMAN GILLIS MIBAIS VAN LVICK SCHIPPER DIRCK HATICHS VAN AMSTERDAM
DE 27 DITO TE SEIL GEGHM (sic) NA BANTAM DEN
ONDERCOOPMAN JAN STINS OPPERSTVIERMAN PIETER DOEKES VAN BIL Ao 1616.»
Non trovando niente di interessante, Hartog continuò a navigare verso nord lungo la costa inesplorata dell'Australia occidentale, raggiungendo in base alle carte nautiche il 22° di latitudine sud. Quindi, abbandonò la costa, dirigendosi verso Batavia, arrivandovi finalmente nel dicembre del 1616, circa cinque mesi oltre il previsto.
Ottant'anni dopo, nel 1696, l'esploratore olandese Willem de Vlamingh sbarcò sull'isola e per caso trovò la targa, che giaceva mezza sepolta nella sabbia. La sostituì con una nuova che riproduceva quella originale di Hartog, aggiungendo delle note sue e riportando la targa originale ad Amsterdam, dove può essere ammirata al Rijksmuseum.
Nel 2000, la targa di Hartog fu temporaneamente portata in Australia per essere esibita al Sydney Maritime Museum. Ciò ha portato qualcuno a pensare che la targa, considerata la sua grande importanza trattandosi del più vecchio manufatto scritto della storia europea dell'Australia, dovesse essere acquisita dal museo australiano: ma le autorità olandesi si sono affrettate a precisare che la targa non era in vendita.
Dirk Hartog si dimise dalla Compagnia Olandese delle Indie Orientali al suo ritorno ad Amsterdam nel 1617, riprendendo le iniziative commerciali private nel Baltico.
Nel 1966 gli è stato dedicato un francobollo commemorativo, emesso dalle Poste australiane, per il 450º anniversario della sua spedizione.